# Kolonialisierung des Wadai

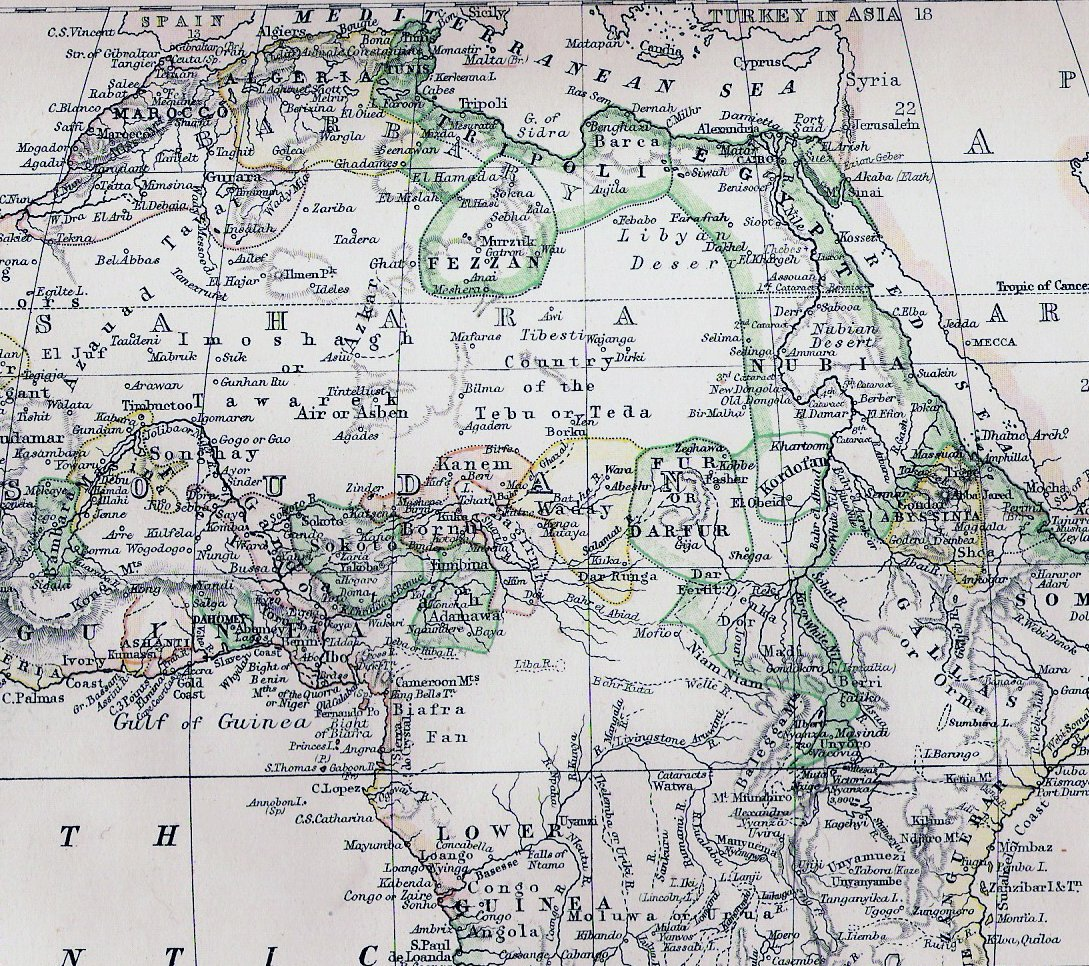
Das Reich Wadai, Darfur und andere auf einer Karte des späten 19. Jahrhunderts

Die Kolonialisierung des Wadai war ein französischer Kolonialfeldzug, mit dem die Franzosen 1909–1912 die Unterwerfung der Stämme im heutigen östlichen Tschad erreichten und das Reich von Wadai zerstörten. Der Feldzug war Teil des sogenannten Wettlaufs um Afrika, bei dem zwischen 1880 und dem Ersten Weltkrieg die europäischen Mächte Frankreich, das Deutsche Kaiserreich, Großbritannien und Italien miteinander darin wetteiferten, ihre überlegene Militärmacht zur Eroberung der letzten noch nicht kolonialisierten Gebiete Afrikas zu nutzen.

## Die Region vor der französischen Eroberung
Die geographische Region des Wadai grenzt an die sudanesische Region Darfur, die erst durch die britische Expedition 1916 unter direkte koloniale Herrschaft kam. Das Gebiet ist semiarid, das Gelände ist felsig und hügelig, wobei die Täler teilweise bewaldet sind. In Dar Tar erreichen die Höhen 1200 m.
Die Bevölkerung des Wadai, bestehend aus verschiedenen Stämmen, die damals noch Sklavenhandel betrieben, war in drei Klassen geteilt: die Oberklasse (hourin), die Bauernklasse (mesakin) und die Sklaven (abyd). An der Spitze stand der Sultan (kolak) mit einem persönlichen Gefolge von 1400 Personen. Er regierte das seit mehr als 400 Jahren bestehende Reich von Wadai mit Hilfe von Häuptlingen (agad) und Dorfvorstehern (mandjak).
Aufgrund der stabilen politischen Zustände in Wadai und der damit einhergehenden Sicherheit lag hier die profitabelste Transsahararoute vom Mittelmeer nach Subsahara-Afrika. Von Abéché führten zwei Routen durch Dar Fur nach al-Faschir: eine nördliche Handelsroute durch Dar Tama, die südliche Pilgerroute durch das Land der Masalit. Nach Norden ging der Handelsweg zu den Kufra-Oasen.

## Feldzüge

### Erste Phase
Der deutsche Hauptmann und Fremdenlegionär Fliegenschuh kommandierte den Sub-Distrikt Fitri. Er erhielt im April 1909 Nachricht, dass der Sultan von Wadai Mohammed Salih Dud Murra den Ort Birket Fatima anzugreifen plane. Die gesamte zur Verfügung stehende Truppe von 180 senegalesischen tirailleurs mit 2 Geschützen und 300 Hilfstruppen wurde in Marsch gesetzt und drängte die Angreifer auf Abéché zurück. Die zwischenzeitlich auf etwa 3000 Schützen angewachsenen Wadaiis wurden im Wadi Shauk geschlagen. Dabei starben etwa 360 Wadai, etwa ebenso viele wurden verwundet. Fliegenschuh wurde verwundet und bis zu seiner Genesung Ende des Jahres von Leutnant Bourreau vertreten.
Die Franzosen marschierten nun direkt auf die Stadt. Der Sultan kapitulierte nach kurzer Beschießung und floh am 2. Juni. Die siegreichen Franzosen, die einen ihnen genehmen Regenten „Sultan“ Acyl etablierten, hinterließen in der Stadt eine Garnison von 330 Senegalesen. Weiters waren sie der Ansicht, dass ihnen nun die Oberhoheit über die gesamte Region zugefallen wäre und erließen die Anordnung, sämtliche Gewehre abzuliefern. Bis Oktober war die Kontrolle auf die drei Bezirke (dars) Dar Tama, Dar Sila und Dar Gimr ausgeweitet. Dar Masalit blieb noch unabhängig. Zum 1. November erfolgte die Ernennung des Oberstleutnant Moll zum Militärgouverneur des Tschad.
Die französischen Kräfte reichten für die Verteidigung einer 900 km langen Grenze nicht aus, da in deren Nähe verschiedene kriegerische Stämme lebten. Als erstes fiel gegen Jahresende der Sultan von Dar Masalit Taj al-Din in die Gegend um Abéché ein. Fliegenschuh verfolgte ihn ab 31. Dezember mit einer Kompanie Senegalesen (3 Offiziere, 109 Mann). Am 4. Januar 1910 gerieten sie im Wadi Kajja, nahe dem heutigen al-Dschunaina im Sudan, in einen Hinterhalt und wurden vernichtet; auch: „Schlacht von Kirnding“. Den Männern des Sultans fielen 180 Gewehre und 20.000 Schuss in die Hände.
Es dauerte fünf Wochen, bis unter dem Kommando des Majors Julien französische Verstärkungen im unruhigen Abéché eintrafen. Zwischenzeitlich plünderten die Masalit den Bezirk Dar Tama. Etwa 1.500 Fur unter Adam Rijal, einem General ʿAlī Dīnārs, waren um Gueréda aktiv. Der gestürzte Dud Murra hielt sich im Norden des Wadai zum Angriff auf Abéché bereit.
Ende März ersuchte Hauptmann Chauvelot Julien um Genehmigung, mit seinen 120 Senegalesen und einigen Hilfstruppen ein befestigtes Lager der Fur bei Gueréda anzugreifen. Im halbstündigen Nahkampf verbrauchten die Franzosen 11.000 Schuss und hatten 12 Verwundete. Die Fur flohen und hinterließen 200 Gefallene.

### Zweite Phase
Nach Verstärkungen betrug die französische Truppenstärke im gesamten Zentralafrika Mitte 1910 4200 Infanteristen, eingeteilt in zwölf Einheimische-Kompanien, von denen je vier zur Verteidigung von Ubangi-Schari, Tschad und Wadai bestimmt waren.
Ende Oktober rückte Moll zu einer Strafexpedition gegen die Masalit aus. Die Truppen waren in zwei Kolonnen geteilt, die erste hatte 300 Mann und 2 Geschütze, die zweite 130 Mann. Erstere sollte auf das Hauptdorf der Masalit Darjil marschieren, die zweite Dud Murra aufspüren.
Die erste Kolonne erreichte nach 4½-tägigem Marsch Daroti nahe ihrem Ziel. Sie formierten sich hinter einer mangelhaft schützenden Palisade (zeriba). Etwa 5000 Masalit begannen am 9. November gegen 9 Uhr anzugreifen. Moll (* 1871) ließ das Geschützfeuer erst aus 200 m Entfernung eröffnen, Gewehrfeuer begann erst, als die massierten Angreifer auf 100 m herangekommen waren. Dies war zu spät, um den Angriff zu bremsen, auch weil panische Transportkamele innerhalb der Palisade herumliefen. Die meisten Offiziere und Unteroffiziere wurden von den anstürmenden Massen niedergemacht, die Geschütze fielen aus, die Schlacht schien nach wenigen Minuten des Nahkampfs verloren. Hauptmann Chauvelot kehrte just zu Beginn des Angriffs von einer Patrouille zurück und versammelte hinter einer Kuppe noch einige Versprengte, insgesamt etwa 100 Schützen. Die Gruppe fiel den Masalit, die bereits zu Plündern begonnen hatten, in den Rücken, besetzte die Kanonen wieder und schlug die Angreifer in die Flucht. Von den Masalit blieben 600 Gefallene zurück, darunter Taj al-Din und 40 seiner Familienmitglieder. Dud Murra entkam mit einer Gesichtswunde. Von den Europäern waren noch fünf kampffähig, acht Offiziere waren gefallen, fünf verwundet. Von den Einheimischen 310 Mann waren 28 tot, 69 verwundet und 14 vermisst. Die Munition war fast aufgebraucht, praktisch alle Transporttiere gestohlen oder getötet, Kontakt mit der zweiten Kolonne bestand nicht mehr, es musste jederzeit mit einer neuen Attacke der Masalit gerechnet werden. Erst am 16. sah man sich in der Lage, den Rückzug anzutreten.
Der Kommandant der zweiten Kolonne, Hauptmann Arnaud, erhielt von versprengten Hilfstruppen Wort von der Niederlage und setzte sich nach Bir Tawil (etwa 50 km nördlich Daroti) in Marsch, wo er glaubte, dass die erste Truppe vernichtet worden sei. Am 17. trafen die Kolonnen dann zusammen und erreichten am 20. November 1910 sicheres Gebiet.

### Dritte Phase
Nach einer kurzen Phase der Konsolidierung besiegten die Franzosen Anfang 1911 den Sultan von Dar Kuti. Dann wandten sie sich den Fur zu, die zwischenzeitlich in der ungeschützten Region Dar Tama plündernd auf Sklavenjagd gingen. Einer Einheit, wiederum kommandiert von Chauvelot, gelang es am 11. April, die Fur aus ihrer Basis bei Kapka und dem französischen Hoheitsbereich hinauszujagen.

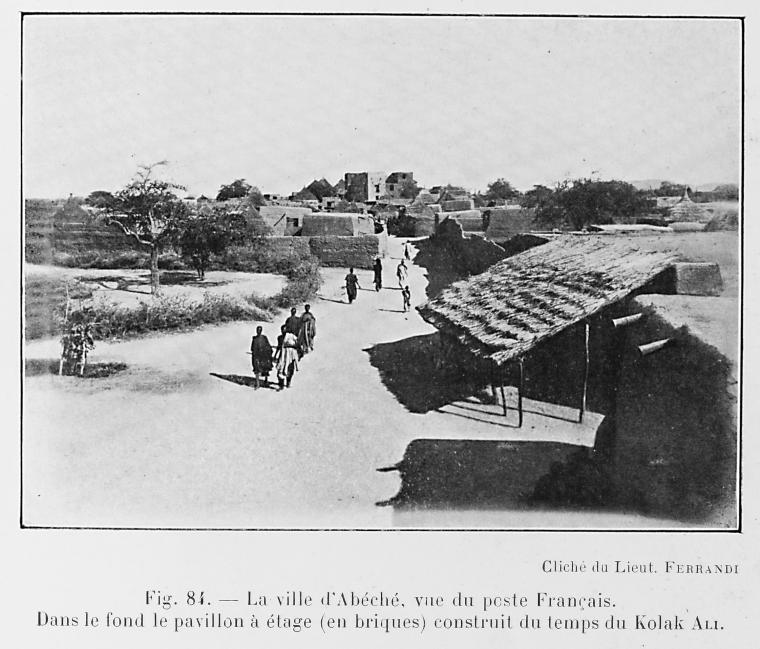
Abéché etwa 10 Jahre nach den hier beschriebenen Ereignissen

In der nördlichen Region Ennendi schlug im Mai eine mit Kamelen berittene Truppe (méharistes) von 120 Mann und 200 Hilfstruppen kommandiert durch Major Hillaire, die Khoan unter Sidi Saleh. Nachdem vorher noch eine Bande Tuareg unter Kassoan geschlagen wurde, kam es am 20. Mai bei Kafra zu einer weiteren Schlacht,  welche die Überlebenden Khoan zwang, nach Dar Fur zu fliehen.
Hauptmann Chauvelot stieß am 29. Juni während eines Erkundungsritts auf die Streitmacht Dud Murras, die etwa 2000 Mann, darunter aber keine Masalit, umfasste. Dessen erneuter Aufstand wurde von den Franzosen als die Kodoi-Rebellion bezeichnet. Ihr Ursprung lag in Dar Tama, wo man sich gegen die Steuererhebung durch die neuen Herren wehrte. Der Rebellentrupp wurde schnell zersprengt, Dud Murra konnte in das Gebiet der Masalit entkommen. Er bot bald an aufzugeben, wenn ihm im Gegenzug ein kleiner unabhängiger Herrschaftsbereich im Grenzgebiet zugestanden würde. Am 14. Oktober ergab er sich im Wadai dann einer französischen Abordnung und ritt würdevoll auf dem Schimmel des gefallenen Moll am 27. in Abéché ein. Er wurde daraufhin in Fort Lamy mehr oder weniger unter Hausarrest gestellt, erhielt jedoch eine Pension von £ 40 monatlich. Damit endete in Französisch-Äquatorialafrika der Widerstand gegen die Kolonialherren.

## Folgen
Der Nachfolger Taj al-Din's als Sultan der Masalit wurde 1910 Bahr al-Din Abu Bakr Ismail, der unter französischer Oberhoheit bis 1951 amtierte. Nach der Eroberung und durch die 1911 beginnende italienische Besetzung von Tripolitanien und der Cyrenaica wurde der Transport von Sklaven durch Karawanen nach Bengasi unterbunden. Die lokalen Herrscher wurden dadurch ihrer wichtigsten Einkommensquelle beraubt, aus der sie ihre privaten Armeen finanziert hatten. Die französische Marionette Acyl wurde 1912 abgesetzt, als man an seiner Loyalität Zweifel hegte, und der Wadai unter direkte französische Verwaltung gestellt.

## Ausstattung
Die den Franzosen als Mannschaften dienenden senegalesischen Tirailleurs trugen einen dunkelblauen Waffenrock, roten Fez mit hellblauer Quaste, knickerbockerähnliche Hosen und Sandalen. Im Kampfeinsatz wurde die blaue Uniform durch eine weiße ersetzt. Bewaffnet waren sie mit dem zuverlässigen M.93 Lebel-Gewehr (Modell 1886), das in modifizierter Form bis in die 1960er Jahre hergestellt wurde, womit im Kampf etwa neun gezielte Schuss pro Minute möglich waren. Maschinengewehre kamen in diesen Feldzügen nicht zum Einsatz. Zur Ausrüstung gehörte auch eine Machete (panga). Offiziere trugen die übliche Tropenuniform.
Die Masalit waren regional als kriegerisch bekannt. Üblicherweise trugen sie weiße Roben. Höhergestellte hatten einen weißen Turban und Schärpen. Sie verwendeten Wurfmesser (60–90 cm) und -äxte, sofern sie noch nicht über Feuerwaffen, meist Remington-Repetiergewehre verfügten. Traditionell formierten sie sich in Einheiten, die eine ausgefächerte, etwa 100 Mann starke berittene Vorhut hatten, gefolgt von der Hauptkolonne Infanteristen. Kavallerie bildete die Nachhut.